# Neolema cordata
Espèce
Neolema cordata est une espèce d'insectes coléoptères de la famille des Chrysomelidae,,. Elle se rencontre en Amérique du Nord,.